# Xu Jinglei
Xu Jinglei (chino 徐静蕾, pinyin: Xú Jìnglěi, Pekín, 16 de abril de 1974) actriz y directora de cine china. 

## Biografía
Se licenció en la Universidad de cine de Pekín en 1997.

## Carrera
Junto con Zhang Ziyi, Zhou Xun, y Zhao Wei, los medios de la China continental la consideran una de las  Cuatro Pequeñas Flores (chino 四小花旦;, pinyin, sì xiǎo huā dàn), un cuarteto de cineastas jóvenes análogo al Rat Pack. Aunque poco se conoce de ella fuera de China, su importancia local no se puede desestimar, su blog en chino fue el más visitado de internet según Technorati.

## Filmografía

### Como actriz y directora
- Los sueños deben venir (chino simplificado: 梦想照进现实, tradicional: 投名狀 pinyin: Mèng xiâng zhào jìn xiàn shí (2006)
- Carta de una mujer desconocida (chino: 一个陌生女人的来信; pinyin: Yī Gè Mò Shēng Nǚ Rén De Lái Xìn) (2004)
- Mi padre y yo (chino: 我和爸爸; pinyin: Wǒ Hé Bà Bà) (2003)

### Como actriz
- Los señores de la guerra (chino: 投名状; pinyin: Tóu míng zhuàng  (2007)
- Confesiones de dolor (chino: 伤城; pinyin: Shāng Chéng) (2006)
- Último amor, primer amor (chino: 最后的爱，最初的爱; pinyin: Zuì Hòu De Ài, Zuì Chū De Ài) (2004)
- Hermanos (chino: 兄弟; pinyin: Xiōng Dì) (2004)
- Te amo (chino: 我爱你; pinyin: Wǒ Ài Nǐ) (2003)
- Dúo heroico (2003)
- Lejos de casa (2002)
- Metro de primavera (chino: 开往春天的地铁 , pinyin:Kai Wang Chun Tian De Di Tie) (2002)
- Deslumbrante (chino: 花眼 Pinyin: Hua Yan) (2002)
- Los jinetes de la tormenta (chino: 風雲之雄霸天下, pinyin: Feng yun xiong ba tian xia) 111(1998)
- Sopa de amor picante (chino: 爱情麻辣汤 ;pinyin: Ài Qíng Má Là Tāng) (1997)

### Programas de variedades
| Año  | Programa   | Notas    |
| ---- | ---------- | -------- |
| 2017 | Ace vs Ace | invitada |

## Premios
- 2003 – Mejor actriz (por Metro de primavera) en la 26 ceremonia de los Premios Cinematográficos Cien Flores del cine del pueblo.[6]
- 2003 – Mejor actriz (por Lejos de casa y Te amo) en la novena ceremonia annual de los  Premios Huabiao.[7]
- 2003 – Mejor actriz de reparto  (por Lejos de casa) y Mejor directora novel (por Mi padre y yo) en la 23 ceremonia anual de los Premios gallo de oro.[8]
- 2004 – Mejor directora novel y mejor actriz (por Mi padre y yo) en la 4 ceremonia de los Premios chinos de los medios fílmicos.[9]

Festival Internacional de Cine de San Sebastián
| Año  | Categoría                            | Película                       | Resultado |
| ---- | ------------------------------------ | ------------------------------ | --------- |
| 2004 | Concha de plata a la mejor dirección | Carta de una mujer desconocida | Ganadora  |